# Faqīh Maḩalleh
Faqīh Maḩalleh (persiska: فقیه محله) är en ort i Iran.   Den ligger i provinsen Mazandaran, i den norra delen av landet, 140 km norr om huvudstaden Teheran. Faqīh Maḩalleh ligger 8 meter över havet och antalet invånare är 240.
Terrängen runt Faqīh Maḩalleh är platt åt nordost, men åt sydväst är den kuperad.Runt Faqīh Maḩalleh är det ganska tätbefolkat, med 116 invånare per kvadratkilometer. Närmaste större samhälle är Tonekābon, 6,0 km öster om Faqīh Maḩalleh. I omgivningarna runt Faqīh Maḩalleh växer i huvudsak blandskog.